# Die Philosophie im Boudoir

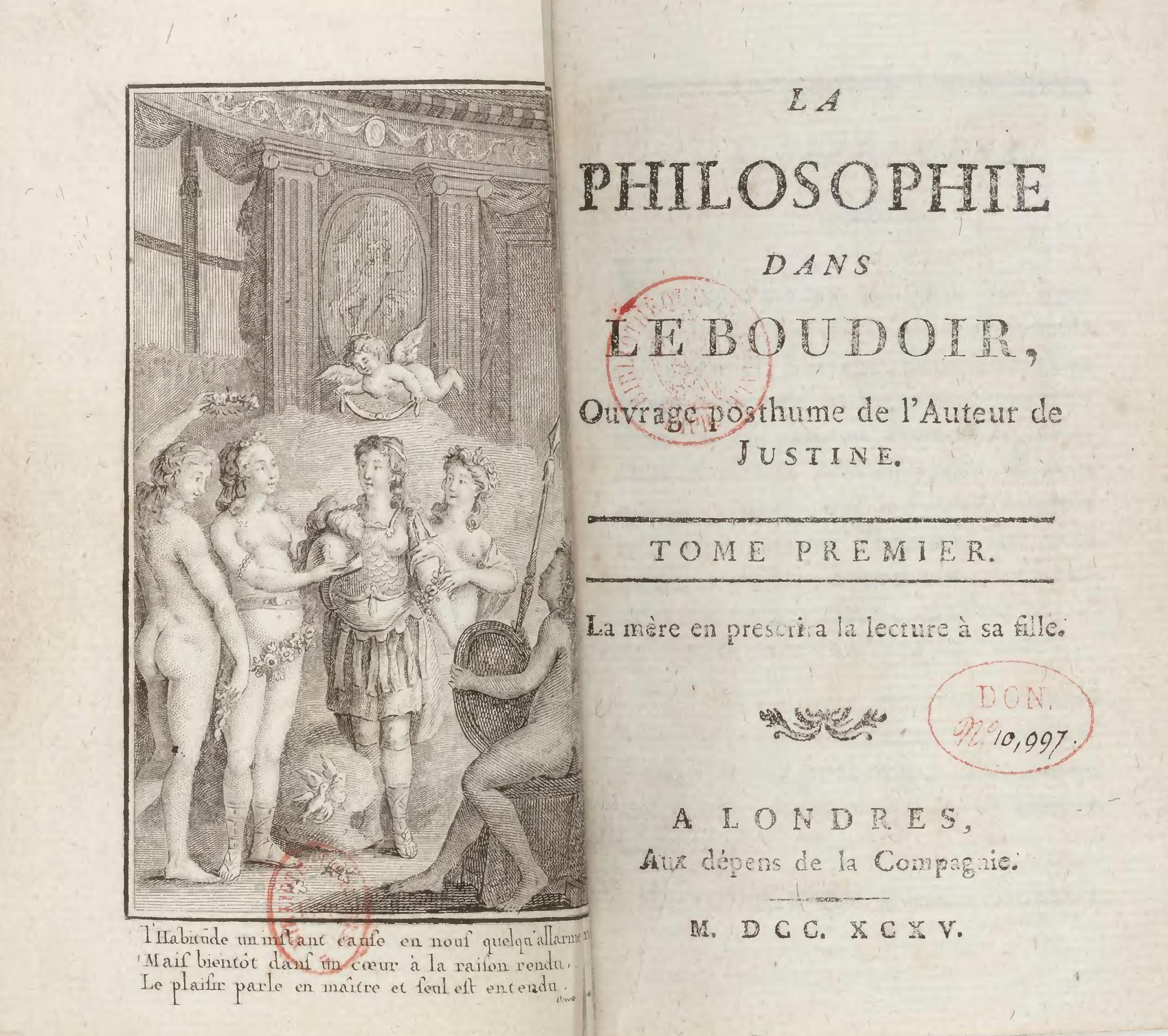
La Philosophie dans le boudoir

Die Philosophie im Boudoir oder Die lasterhaften Lehrmeister (französischer Originaltitel: La Philosophie dans le boudoir, ou Les Instituteurs immoraux) ist ein 1795 veröffentlichtes Werk des Schriftstellers Marquis de Sade. Der Untertitel lautet „zur Erziehung junger Damen bestimmt“.
Die als „Erziehungslektüre“ verfasste Publikation besteht aus einer Vorrede „an die Libertins“, sieben Dialogen und einem Exkurs im Verlauf des fünften Dialoges mit dem Titel „Franzosen, noch eine Anstrengung, wenn ihr Republikaner sein wollt“.
Im für de Sade typischen Wechsel von sexueller Ausschweifung und philosophischen Traktaten wird die sinnliche Lust als Motor der geistigen Auseinandersetzung mit der Welt, die Sexualität als triebhaft-symbiotische Ergänzung des Geistes vorgeführt.

## Inhalt
Anmerkung: Die Angaben beziehen sich auf den französischen Originaltext. De Sade nutzt bei quantitativen Angaben bezüglich Potenz, Zahl der Sexualpartner, anatomischer Beschaffenheit das Stilmittel der Übertreibung.
Die Handlung spielt in Madame de Saint-Anges Landhaus außerhalb der Stadt. Der zeitliche Ablauf umfasst zwei aufeinanderfolgende Tage, vom Nachmittag des ersten Tages bis zum Abend des zweiten Tages.

### Personen
- Madame de Saint-Ange, 26 Jahre alt, seit 12 Jahren mit einem älteren, reichen Libertin verheiratet. Sie hatte während dieser Zeit außerehelichen Geschlechtsverkehr mit etwa zehn- bis zwölftausend Personen. Ihr Ehemann hat eine Vorliebe für koprophile Praktiken und gibt jährlich große Geldsummen zur Befriedigung seiner sexuellen Gelüste aus.
- Chevalier de Mirvel, 20 Jahre alt, der Bruder Madame de Saint-Anges. Die beiden pflegen ein inzestuöses Verhältnis miteinander.
- Dolmancé, 36 Jahre alt, groß gewachsener, mit dem Chevalier de Mirvel befreundeter Libertin von eleganter Erscheinung. Er verschmäht grundsätzlich und ausnahmslos den Vaginalverkehr.
- Eugénie de Mistival, 15 Jahre alt, die zu Beginn noch jungfräuliche Tochter des Monsieur de Mistival. Dieser ist ein etwa 36-jähriger, mit Madame de Saint-Ange bekannter Libertin, einer der reichsten Steuerpächter der Hauptstadt. Eugénie hat langes, bis zu ihrem Po reichendes kastanienbraunes Haar, dunkle Augen und einen kleinen Mund.
- Augustin, etwa 18 bis 20 Jahre alt, Madame de Saint-Anges angestellter Gärtner, der ihr regelmäßig auch sexuelle Dienste erweist. Sein Penis hat die Länge von 13 Zoll und einen Umfang von 8½ Zoll (entspricht ca. 35 und 23 cm).
- Madame de Mistival, Eugénies fromme Mutter, nicht älter als 32 Jahre, gibt zum Ärger ihres Ehemannes das von ihm erhaltene Geld für Wohltätigkeitsgesellschaften wie die Société Maternelle, die Société Philantropique und viele andere aus.
- Lapierre, ein Diener Dolmancés, hat einen sehr schönen Penis, ist aber mit Syphilis infiziert.

### Handlung
Zu Beginn seiner Schrift empfiehlt der Autor den Müttern, ihren Töchtern die Lektüre seines Buchs zu gebieten.
Die freigeistige Madame de Saint-Ange und ein Freund ihres Bruders, der Libertin Dolmancé, übernehmen die Sexualerziehung des 15 Jahre alten Mädchens Eugénie auf ausdrücklichen Wunsch ihres Vaters. Der Unterricht umfasst die anatomische Erörterung der Sexualorgane und der erogenen Zonen, die praktische Überprüfung des Gelernten in konkreten Sexualhandlungen, sowie sittlich-moralische Betrachtungen über das Sexualverhalten der Geschlechter im Besonderen und über deren Sozialverhalten im Allgemeinen.
Im Verlauf der praktischen Erziehungsarbeit werden weitere Personen wie der Bruder von Madame de Saint-Ange und ihr Gärtner unterstützend hinzugezogen. Die fünf Personen arrangieren sich immer wieder neu in verschiedenen Stellungen und erreichen dabei mehrfach ihren Höhepunkt. Neben Masturbation, Oral- und Vaginalverkehr empfehlen die Erzieher insbesondere den Analverkehr, um einer Schwangerschaft zu entgehen. Es kommen Godemichés unterschiedlicher Größen aus Madame de Saint-Anges Sammlung zum Einsatz. Auch Flagellation wird angewendet.
Der Schülerin wird angeraten, sich von triebfeindlichen moralischen Konventionen zu lösen. Die sexuelle und geistige Emanzipation beinhaltet nach den Lehren der Erzieher auch die Kenntnisnahme sowohl der männlichen als auch der weiblichen Aggression.
Generell werden den Frauen sadomasochistische Praktiken als Ventil zur Befriedigung ihrer Herrschsucht und den Männern die Einrichtung von Bordellen mit Lustsklaven empfohlen.
Am Ende des Erziehungsprogramms wird Dolmancés Diener Lapierre aufgefordert, Eugénies Mutter, die inzwischen am Ort des Geschehens aufgetaucht ist, um ihre Tochter zurückzuholen, vaginal und anal zu penetrieren und sie dadurch mit Syphilis zu infizieren. Als zusätzliche Marter werden ihr anschließend von Eugénie die Labien und von Dolmancé der Anus mit Nadel und Faden zugenäht. Danach wird sie fortgeschickt, ihre Tochter Eugénie bleibt jedoch bei ihren Erziehern.

### Exkurs
In de Sades Traktat Franzosen, noch eine Anstrengung, wenn ihr Republikaner sein wollt wird, nach Beseitigung der Monarchie, als weitere Anstrengung gefordert, sich nunmehr des Christentums zu entledigen und somit auch sittlich-moralisch zu befreien. Als Vorbild des befreiten Glaubens beruft de Sade sich auf das römische Heidentum.
Sitte und Moral sollen sich auf republikanische Pflichten der Menschlichkeit und Solidarität gründen, während das Christentum mit seiner Priesterschaft sich als Aberglaube und Unterdrückungsinstrument gegen das Volk entlarvt habe. Neben Meinungsfreiheit, generell milden Gesetzen und der Abschaffung der Todesstrafe – als Beispiel einer sinnlosen Verurteilung zum Tode wegen Blasphemie wird der Fall La Barre genannt – fordert de Sade auch die Freiheit des Bürgers, seinen aggressiven Trieben nachzugehen. Statt Keuschheit und Treue solle eine allgemeine Promiskuität um sich greifen.
Das Pamphlet mündet in eine Verherrlichung der Gewalt als Konsequenz der naturgegebenen egoistischen Bestrebungen der Menschen, die in einen Kampf aller gegen alle ausarten. Der Autor folgt hierbei den philosophischen Reflexionen des Hobbesschen Leviathan, wobei de Sade seinen Republikanern allerdings den Gesellschaftsvertrag verweigert, mit dem sich die soziale Gemeinschaft einem allgemeinen Gesetz oder einem absolutistischen Herrscher unterwirft, um sich so den inneren Frieden zu erkaufen. Stattdessen gilt das nackte Konkurrenzprinzip, nach dem der Stärkere den Schwächeren besiegt.

## Adaption

### Film
- 1969: Das Paradies (OT: La philosophie dans le boudoir, engl. Titel: Beyond Love and Evil). Lose Adaption der Literaturvorlage. Regie: Jacques Scandelari; mit Souchka, Lucas de Chabaneix, Fred Saint-James, Jean-Christophe Bouvet; Das Paradies bei IMDb, Das Paradies im Lexikon des internationalen Films.
- 1970: Die Jungfrau und die Peitsche (OT: De Sade 70 / Eugenie). Regie: Jess Franco; mit Maria Rohm (Madame de Saint-Ange), Jack Taylor (Mirvel), Christopher Lee (Dolmancé), Marie Liljedahl (Eugénie), Paul Müller (Monsieur de Mistival) und María Luisa Ponte (Madame de Mistival); Die Jungfrau und die Peitsche bei IMDb.
- 1991: La philosophie dans le boudoir. Kurzfilm. Regie: Olivier Smolders; mit Jean-François Stévenin (Dolmancé), Sylvaine Maias (Madame de Saint-Ange), Marc Chapiteau; Die Philosophie im Boudoir bei IMDb.
- 2017: A Filosofia na Alcova. Regie: Ivam Cabral, Rodolfo García Vázquez; mit Eduardo Chagas, Phedra de Córdoba, Silvio Eduardo; A Filosofia na Alcova bei IMDb.

### Theater
- 1969: Die Philosophie im Boudoir. Regie: Christoph Roethel, am Theater im Zimmer, Hamburg.[1]
- 2002: XXX. Inszenierung von La Fura dels Baus, unter anderem aufgeführt am Schauspiel Frankfurt.[2]
- 2018: Die Philosophie im Boudoir. Regie: Herbert Fritsch, am Schauspielhaus Bochum.[3]

## Ausgaben (deutsch)
- Marquis de Sade: Die Philosophie im Boudoir oder Die lasterhaften Lehrmeister. Anaconda Verlag, Köln 2010, ISBN 978-3-86647-480-2.
- Marquis de Sade: Die Philosophie im Boudoir oder Spezial-Unterweisungen in der Liebes-Philosophie und der höheren und raffinierteren geschlechtlichen Wollust. Privatdruck, 1907.